# ジョルジュ・ブスケ

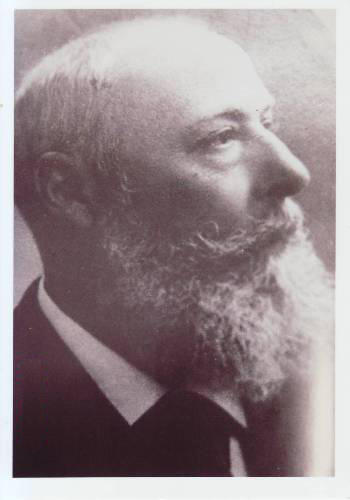
Georges Hilaire Bosquet.jpg

ジョルジュ・イレール・ブスケ（Georges Hilaire Bousquet、1846年3月3日 - 1937年1月15日）は、フランスの弁護士。明治初期の4年間(1872-1876)滞日し、『日本見聞記』を著した。

## 人物
パリに生まれ、パリ大学法学部卒業。1866年に弁護士登録。
1872年（明治5年）に訪日（日本で初めての御雇い外国人）。当初旧民法草案の策定に関わった（民法典論争#江藤新平制度局時代参照）。ギュスターヴ・エミール・ボアソナード訪日後は、司法省明法寮（後、司法省法学校）で法学を講義した。1876年（明治9年）に帰国し、日本での見聞をまとめた『今日の日本』（Le Japon de nos jours）を出版。
1937年1月15日死去。モンマルトル墓地に埋葬された。

## 日本見聞記
1877年に刊行した『Le Japon de Nos Jours et les Echelles de l'Extreme Orient: Ouvrage Contenant Trois Cartes』の中で、ブスケは『日本の職人』について、こう記している。
また、「日本人の生活はシンプルだから貧しい者はいっぱいいるが、そこには悲惨というものはない」と書き、日本人に欧米諸国の貧困層がもつ野蛮さがないことに驚嘆しつつ、次第に失われていくことを惜しんだ。

## 著書
- 『ブスケ 日本見聞記　フランス人の見た明治初年の日本』（全2巻、野田良之・久野桂一郎共訳、みすず書房、1977年）
- 井上操訳『民法大意』（司法省蔵版『質問録』第3号、1878年 (明治11年)）